# Internet de los Vehículos
Internet de los Vehículos (IoV) — una rama del internet de las cosas. Es una red de transmisión de datos entre vehículos, infraestructuras urbanas y de transporte, así como dispositivos portátiles de los usuarios.
La tecnología del Internet de los Vehículos (IoV) es una evolución de los sistemas anteriores de comunicación entre automóviles, como las Redes Vehiculares Ad Hoc (VANETs). Estos sistemas permitían a los vehículos establecer conexiones inalámbricas espontáneas para intercambiar datos, lo que mejoraba la seguridad y la gestión del tráfico. El IoV representa el siguiente paso en esta evolución, incluyendo también la interacción con infraestructuras urbanas, peatones, sensores y servicios en la nube. IoV utiliza computación en la nube, redes 5G y otras tecnologías para integrar el transporte en un ecosistema de información global.
A fecha de 2025, las principales áreas de aplicación del IoV son: gestión del transporte público y la logística, mejora de la seguridad vial, sistemas de conducción autónoma, optimización del tráfico, mejora de la navegación, planificación de rutas y otros aspectos del confort para los conductores. En las próximas décadas, se espera que el IoV evolucione hacia el IOAV — Internet de Vehículos Autónomos — y se convierta en un pilar fundamental para el desarrollo de las ciudades inteligentes.

## Mercado del Internet de los Vehículos
El mercado del IoV es uno de los segmentos de más rápido crecimiento en la industria global del automóvil y las telecomunicaciones. En 2023, su valoración se estimó en 145,6 mil millones de dólares estadounidenses, y se prevé que alcance los 256,9 mil millones de dólares para 2031.

### Componentes clave del mercado del IoV
Dispositivos de recopilación de datos — sensores, cámaras y sistemas integrados que recopilan información sobre el estado del vehículo, el entorno y las condiciones del tráfico. Entre ellos se incluyen sensores de conducción autónoma de Bosch, cámaras de Valeo con visión nocturna y reconocimiento de objetos en tiempo real, sensores ultrasónicos para sistemas de aparcamiento, entre otras tecnologías.
Tecnologías y dispositivos de transmisión de datos — módems y sistemas de comunicación que incluyen redes 5G, Wi-Fi y LTE. Por ejemplo, las soluciones de conectividad 5G de Ericsson proporcionan conexión rápida y fiable entre los vehículos y la infraestructura circundante mediante redes 5G.
Plataformas y servicios para el procesamiento de datos — incluyen servicios de computación en la nube y plataformas de análisis de Big Data, que permiten optimizar los procesos de negocio en el sector de la automoción. 
Software y aplicaciones — sistemas para la gestión del tráfico, aplicaciones para conductores y software para vehículos autónomos. Por ejemplo, TomTom Traffic proporciona datos en tiempo real sobre el tráfico y las condiciones de las carreteras para optimizar las rutas. Waze, una aplicación para conductores, utiliza datos de la comunidad en tiempo real para mejorar la navegación y alertar sobre atascos.
Infraestructura — semáforos inteligentes, señales de tráfico, cámaras de vigilancia y otros dispositivos conectados que interactúan mediante plataformas como EcoStruxure.